# Antonia minore
Antonia minore (31 gennaio 36 a.C. – 1º maggio 37) è stata membro della dinastia giulio-claudia, figlia di Marco Antonio e della sorella dell'imperatore Augusto, Ottavia minore.
Viene chiamata "minore" per distinguerla dalla sorella maggiore dello stesso nome, che sposò un Lucio Domizio Enobarbo e fu la nonna paterna di Nerone, mentre Antonia minore oltre ad essere stata per l'appunto prozia paterna di Nerone fu anche una sua bisnonna materna.

## Biografia

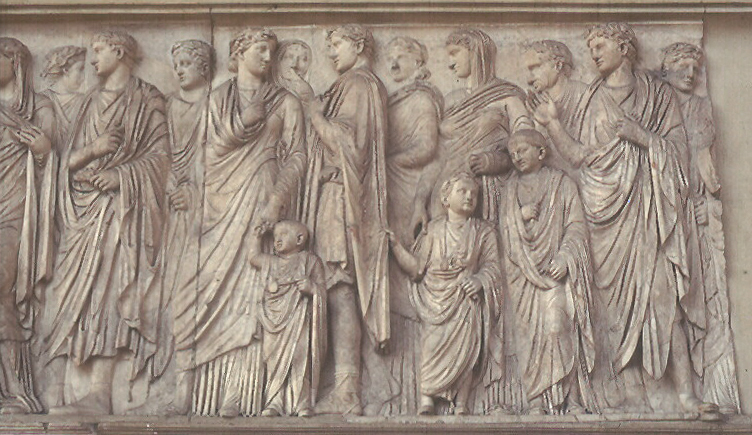
Fregio meridionale dell'Ara Pacis; Antonia è al centro, girata indietro verso Druso maggiore, mentre tiene per mano Germanico, loro figlio primogenito

Nel 17 a.C. sposò Druso maggiore (38 - 9 a.C.), fratello dell'imperatore Tiberio e figlio del primo matrimonio di Livia Drusilla, la moglie di Augusto.
Dal matrimonio nacquero numerosi figli ma solo tre sopravvissero:
- Germanico Giulio Cesare (15 a.C. - 19), generale e padre dell'imperatore Caligola;
- Claudia Livilla (13 a.C. - 31), amante di Seiano;
- Claudio (10 a.C. - 54), imperatore.

Inoltre, da una poesia di Crinagoras di Mitilene, sappiamo che Antonia ebbe un figlio prima di Germanico, non sopravvissuto. 
Nel 9 a.C. il marito Druso morì, a soli 29 anni, durante la campagna di conquista dei territori germanici fino all'Elba.
Nel 4 d.C. il figlio Germanico venne adottato da Tiberio, contemporaneamente all'adozione di questi da parte di Augusto, che intendeva pianificare, in tal modo, la sua successione alla guida dell'impero. Germanico tuttavia morì nel 19 mentre si trova in Siria, e da più parti si avanzò il sospetto che fosse stato fatto avvelenare proprio da Tiberio.

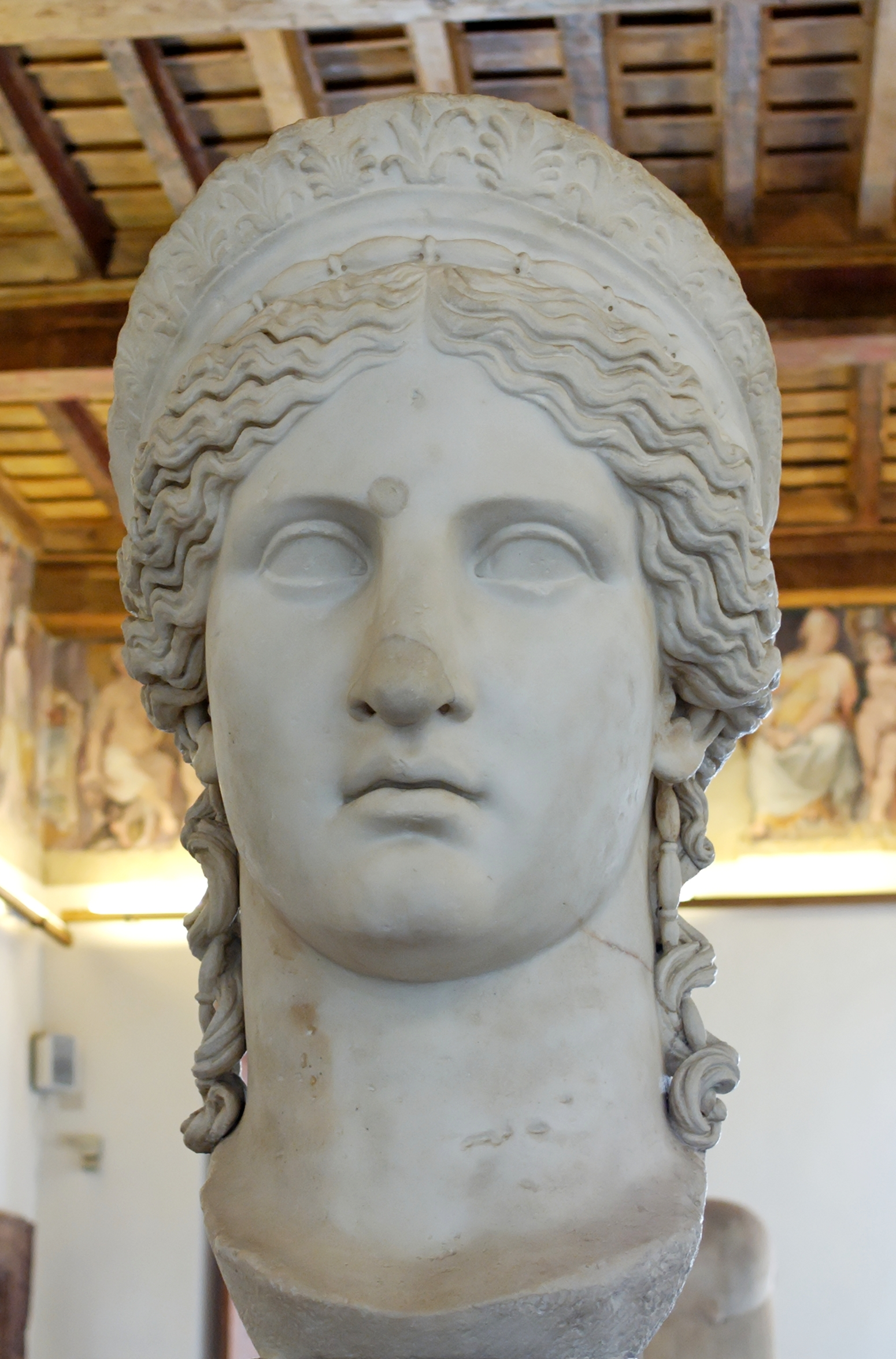
La cosiddetta Era Ludovisi è in realtà un ritratto di Antonia minore

La figlia Livilla sposò in prime nozze Gaio Cesare, nipote di Augusto e destinato a succedergli sul trono, e dopo la sua morte sposò Druso minore, il figlio di Tiberio e della sua prima moglie Vipsania, che morì ancor giovane nel 23, forse fatto avvelenare dal potente Seiano. Questi complottò poi con Livilla, che venne coinvolta nella sua caduta e morì nel 31.
Nel 37 Tiberio morì e gli succedette all'impero Gaio Giulio Cesare Germanico, conosciuto come Caligola, l'unico sopravvissuto dei figli di Germanico dopo la morte dei fratelli maggiori Nerone Cesare e Druso Cesare e della madre Agrippina, esiliati da Tiberio. Antonia minore morì nel 37 a 72 anni di età durante il regno di Caligola. Svetonio riporta che morì per una malattia causata dal trattamento ostile subito da parte di Caligola, anche se aggiunge che ci sarebbero state delle voci che sostennero che fosse stata fatta avvelenare dal nipote; secondo Dione Cassio, invece, Caligola l'avrebbe fatta suicidare perché lo rimproverava. Nel 41, dopo la sua morte quindi, suo figlio Claudio succedette a Caligola.

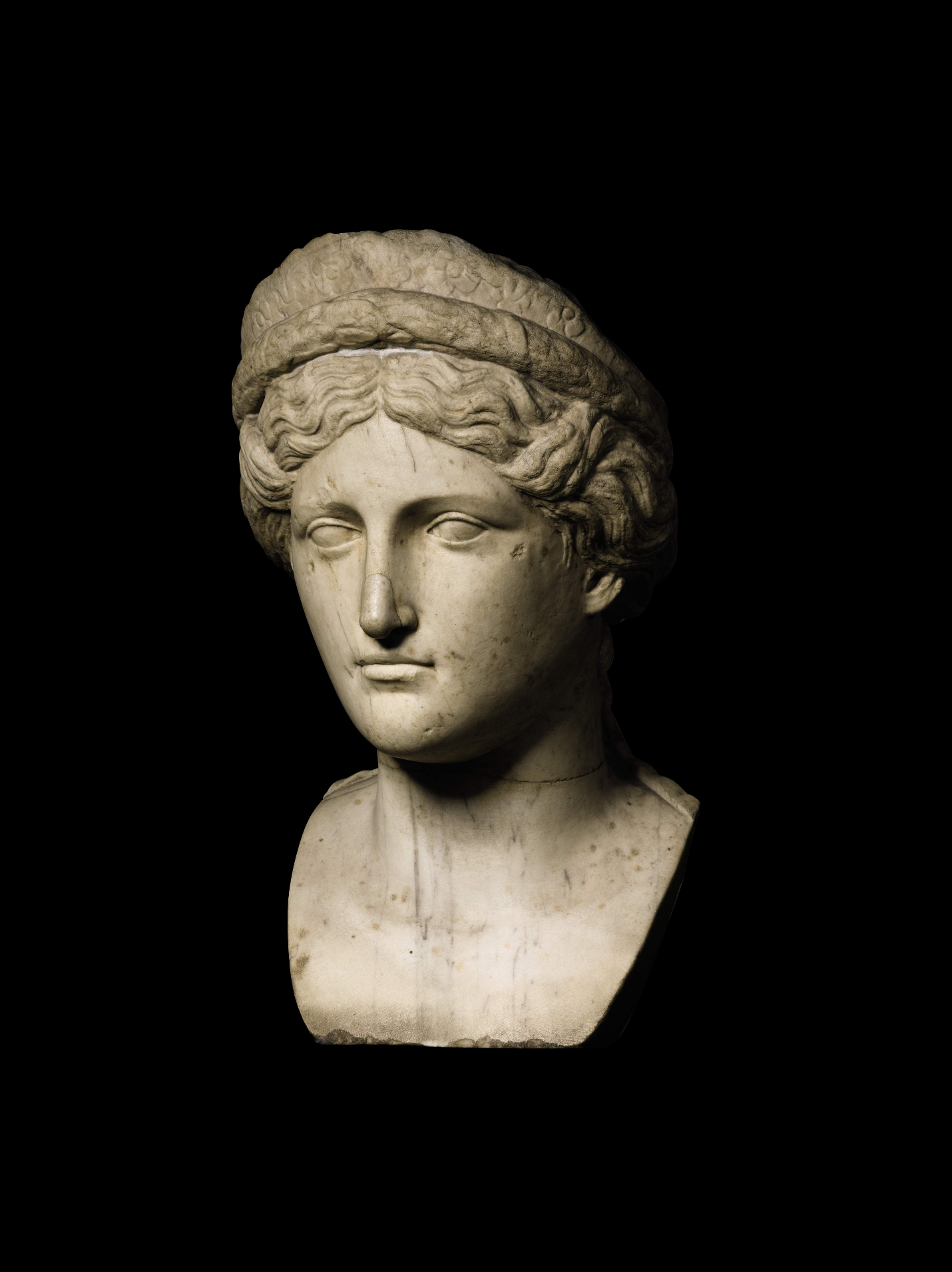
Ritratto di Antonia Minore (Roma, Fondazione Sorgente Group)

## Ascendenza
|                       |   |                     | Genitori                     |  |  | Nonni |  |  | Bisnonni              |  |  | Trisnonni |  |
|                       |   |                     |                              |  |  |       |  |  | Marco Antonio Oratore |  |  | …         |  |
|                       |   |                     |                              |  |  |       |  |  | Marco Antonio Oratore |  |  | …         |  |
|                       |   | …                   |                              |  |  |       |  |  | Marco Antonio Oratore |  |  |           |  |
| Marco Antonio Cretico |   |                     |                              |  |  |       |  |  | Marco Antonio Oratore |  |  |           |  |
|                       |   | …                   | …                            |  |  |       |  |  |                       |  |  |           |  |
|                       |   | …                   | …                            |  |  |       |  |  |                       |  |  |           |  |
|                       |   | …                   | …                            |  |  |       |  |  |                       |  |  |           |  |
| Marco Antonio         |   | …                   |                              |  |  |       |  |  |                       |  |  |           |  |
|                       |   | Lucio Giulio Cesare | Lucio Giulio Cesare Strabone |  |  |       |  |  |                       |  |  |           |  |
|                       |   | Lucio Giulio Cesare | Lucio Giulio Cesare Strabone |  |  |       |  |  |                       |  |  |           |  |
|                       |   | Lucio Giulio Cesare | Popillia                     |  |  |       |  |  |                       |  |  |           |  |
| Giulia                |   | Lucio Giulio Cesare |                              |  |  |       |  |  |                       |  |  |           |  |
|                       |   | Fulvia              | …                            |  |  |       |  |  |                       |  |  |           |  |
|                       |   | Fulvia              | …                            |  |  |       |  |  |                       |  |  |           |  |
|                       |   | Fulvia              | …                            |  |  |       |  |  |                       |  |  |           |  |
| Antonia minore        |   | Fulvia              |                              |  |  |       |  |  |                       |  |  |           |  |
|                       | … | …                   |                              |  |  |       |  |  |                       |  |  |           |  |
|                       | … | …                   |                              |  |  |       |  |  |                       |  |  |           |  |
|                       | … | …                   |                              |  |  |       |  |  |                       |  |  |           |  |
| Gaio Ottavio          | … |                     |                              |  |  |       |  |  |                       |  |  |           |  |
|                       |   | …                   | …                            |  |  |       |  |  |                       |  |  |           |  |
|                       |   | …                   | …                            |  |  |       |  |  |                       |  |  |           |  |
|                       |   | …                   | …                            |  |  |       |  |  |                       |  |  |           |  |
| Ottavia minore        |   | …                   |                              |  |  |       |  |  |                       |  |  |           |  |
|                       |   | Marco Azio Balbo    | Marco Azio Balbo             |  |  |       |  |  |                       |  |  |           |  |
|                       |   | Marco Azio Balbo    | Marco Azio Balbo             |  |  |       |  |  |                       |  |  |           |  |
|                       |   | Marco Azio Balbo    | Pompea Lucilia               |  |  |       |  |  |                       |  |  |           |  |
| Azia maggiore         |   | Marco Azio Balbo    |                              |  |  |       |  |  |                       |  |  |           |  |
|                       |   | Giulia minore       | Gaio Giulio Cesare           |  |  |       |  |  |                       |  |  |           |  |
|                       |   | Giulia minore       | Gaio Giulio Cesare           |  |  |       |  |  |                       |  |  |           |  |
|                       |   | Giulia minore       | Aurelia Cotta                |  |  |       |  |  |                       |  |  |           |  |
|                       |   | Giulia minore       |                              |  |  |       |  |  |                       |  |  |           |  |